# Sainte-Marguerite-en-Ouche
Pour les articles homonymes, voir Sainte-Marguerite.
Sainte-Marguerite-en-Ouche est une ancienne commune française, située dans le département de l'Eure en région Normandie, devenue le 1er janvier 2016 une commune déléguée au sein de la commune nouvelle de Mesnil-en-Ouche.

## Géographie
Village du pays d'Ouche.

## Toponymie
Attestée sous la forme Sancta Margarita in Occa au XIIIe siècle.

## Politique et administration
| Période                                  | Période  | Identité          | Étiquette | Qualité     |
| ---------------------------------------- | -------- | ----------------- | --------- | ----------- |
| 1919                                     | 1925     | Léon Dodon        |           |             |
| maire en 1978                            | ?        | Lionel Truffier   | RPR       | Agriculteur |
| mars 2001                                | En cours | Jean-Noël Montier | UDI       | Agriculteur |
| Les données manquantes sont à compléter. |          |                   |           |             |

## Démographie
L'évolution du nombre d'habitants est connue à travers les recensements de la population effectués dans la commune depuis 1793. À partir du 1er janvier 2009, les populations légales des communes sont publiées annuellement dans le cadre d'un recensement qui repose désormais sur une collecte d'information annuelle, concernant successivement tous les territoires communaux au cours d'une période de cinq ans. 
Pour les communes de moins de 10 000 habitants, une enquête de recensement portant sur toute la population est réalisée tous les cinq ans, les populations légales des années intermédiaires étant quant à elles estimées par interpolation ou extrapolation. Pour la commune, le premier recensement exhaustif entrant dans le cadre du nouveau dispositif a été réalisé en 2007,.
En 2013, la commune comptait 124 habitants, en évolution de −10,79 % par rapport à 2008 (Eure : +2,66 %, France hors Mayotte : +2,49 %).
| 1793 | 1800 | 1806 | 1821 | 1831 | 1836 | 1841 | 1846 | 1851 |
| ---- | ---- | ---- | ---- | ---- | ---- | ---- | ---- | ---- |
| 260  | 267  | 319  | 347  | 222  | 287  | 299  | 304  | 300  |

| 1856 | 1861 | 1866 | 1872 | 1876 | 1881 | 1886 | 1891 | 1896 |
| ---- | ---- | ---- | ---- | ---- | ---- | ---- | ---- | ---- |
| 254  | 228  | 232  | 193  | 204  | 182  | 158  | 129  | 128  |

| 1901 | 1906 | 1911 | 1921 | 1926 | 1931 | 1936 | 1946 | 1954 |
| ---- | ---- | ---- | ---- | ---- | ---- | ---- | ---- | ---- |
| 126  | 118  | 99   | 96   | 101  | 106  | 100  | 103  | 93   |

| 1962 | 1968 | 1975 | 1982 | 1990 | 1999 | 2007 | 2012 | 2013 |
| ---- | ---- | ---- | ---- | ---- | ---- | ---- | ---- | ---- |
| 98   | 106  | 81   | 82   | 99   | 118  | 134  | 124  | 124  |

## Lieux et monuments
- Église Sainte-Marguerite[8] et son mobilier[9]

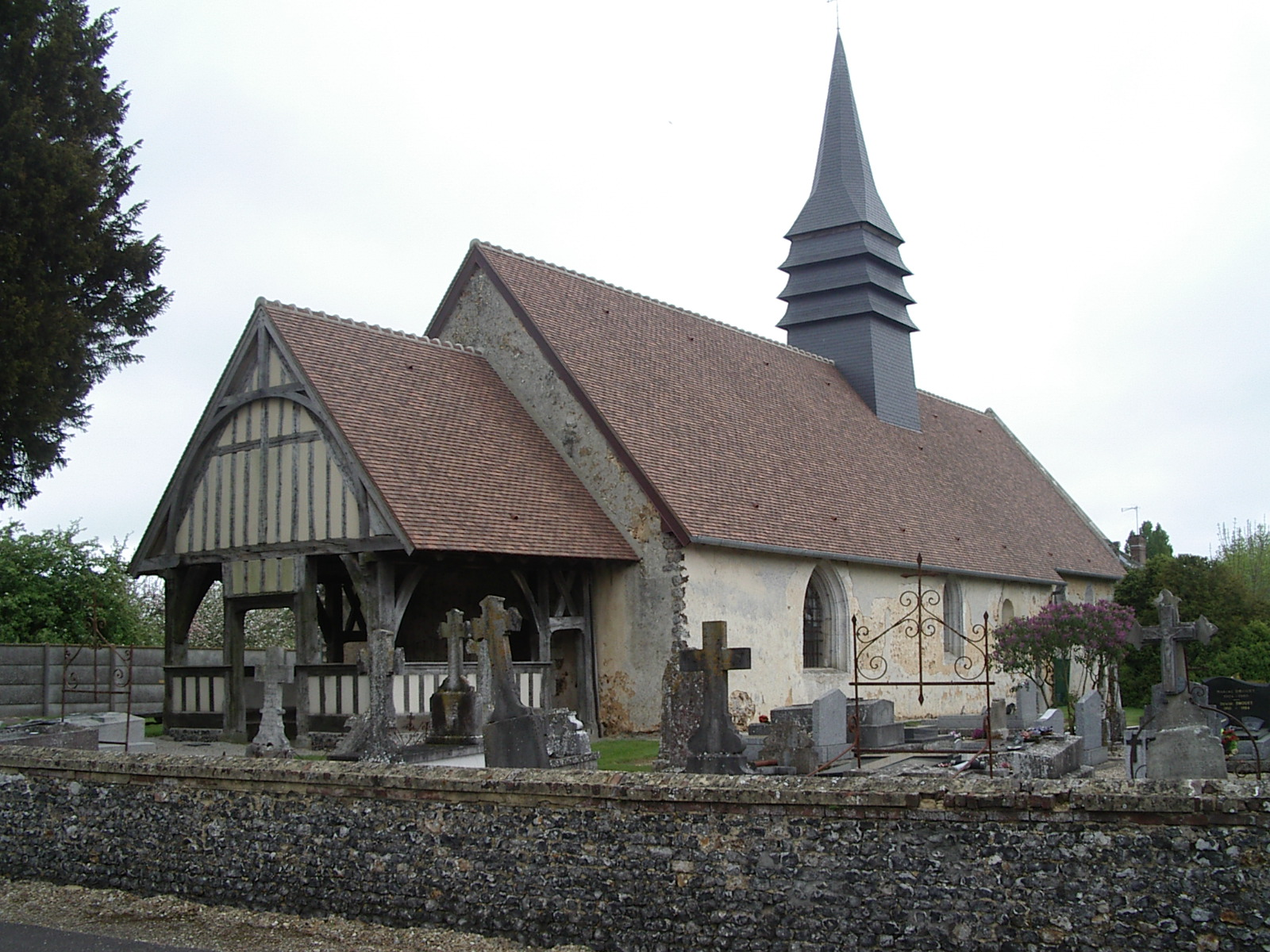
Église Sainte-Marguerite
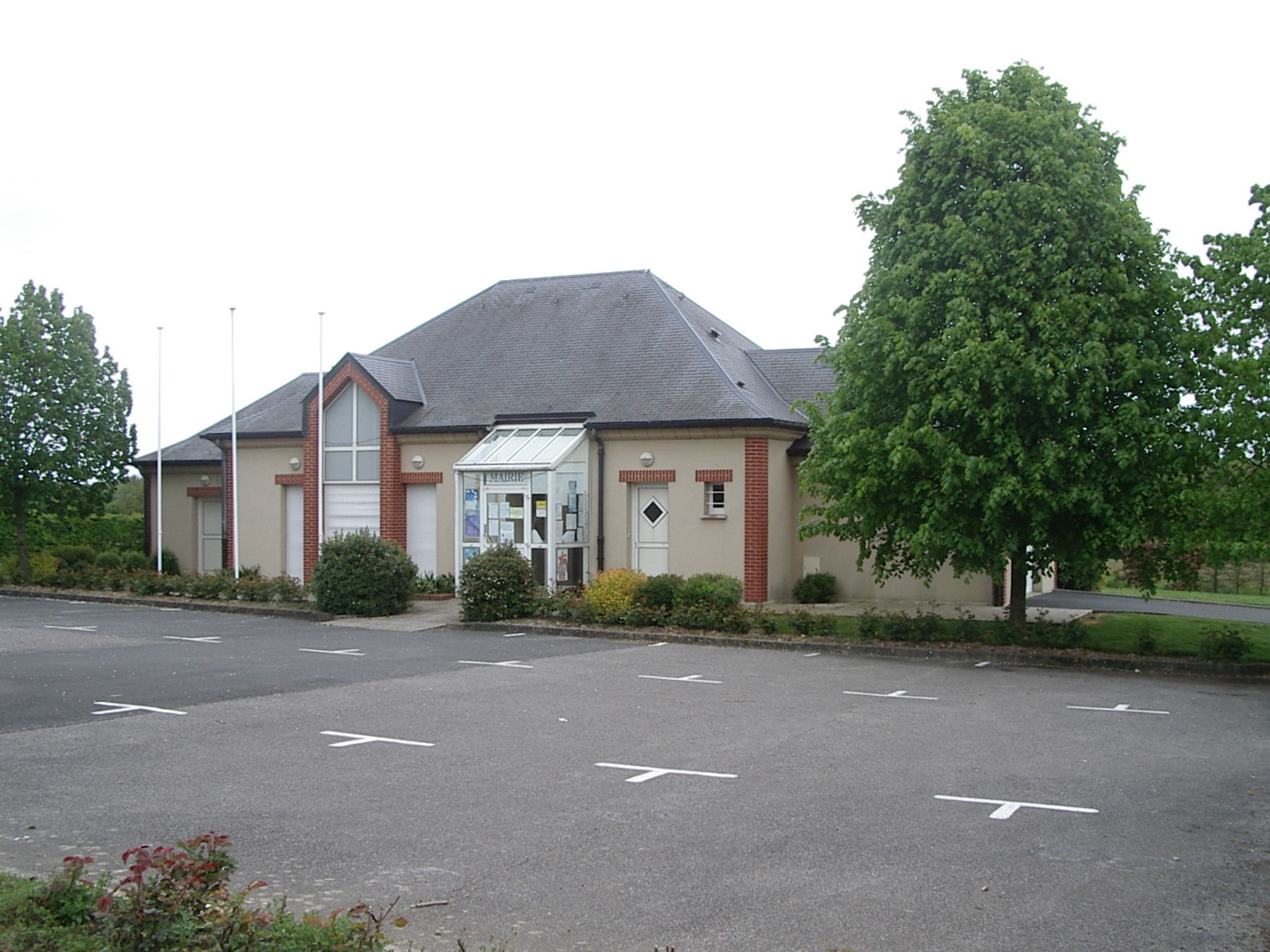
Mairie déléguée
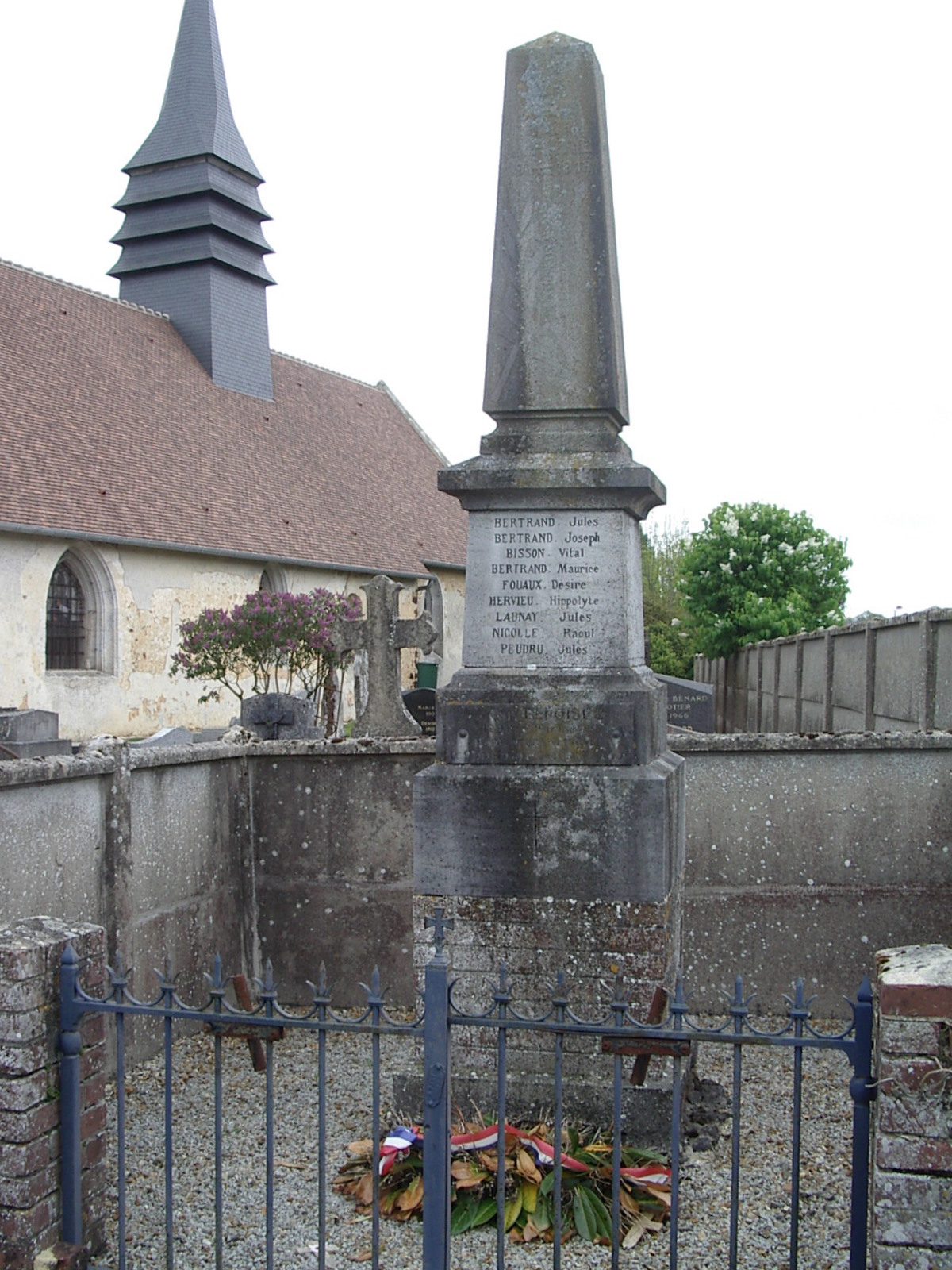
Monument aux morts